# Запорожская (станица)
Запоро́жская — станица в Темрюкском районе Краснодарского края. Административный центр Запорожского сельского поселения.

## География
Станица расположена на северо-западе Таманского полуострова на берегу Динского залива Таманского лимана, в 6 км западнее станицы Фонталовской.
Климат
Климат отличается мягкостью: большую часть года тепло, осадков в целом выпадает немного. Зимы, как правило, мягкие, непродолжительные и малоснежные. С южной стороны территория Запорожского поселения омывается Таманским заливом, Чёрным морем и Керченским проливом. С севера она соприкасается с водами Азовского моря.

## История
Хутор Динской основан в 1901 году на дополнительном наделе станицы Динской, в 1910 году преобразован в станицу. Название станица получила в честь запорожских предков Черноморских казаков.

## Население
| 2002 | 2010  |
| ---- | ----- |
| 1609 | ↘1524 |

###### Административное устройство
В состав Запорожского сельского поселения кроме станицы Запорожская входят также:
- п. Батарейка,
- п. Береговой,
- п. Гаркуша,
- п. Ильич,
- п. Коса-Чушка,
- п. Красноармейский,
- п. Приазовский.

## Экономика
В Запорожской основным направлением сельского хозяйства является виноградарство. За долгие годы развития данной отрасли здесь научились выращивать различные сорта солнечной ягоды. Винзавод «Запорожский» производит сухие и полусухие вина. Кроме виноградарства развито также птицеводство и племенное скотоводство. Имеется в Запорожской и свой хлебозавод.